# Bethel Henry Strousberg
Bethel Henry Strousberg  (Neidenburg, 1823-Berlín, 1884) fue un empresario ferroviario e industrial alemán.

## Biografía
Nacido en la localidad por entonces prusiana de Neidenburg el 20 de noviembre de 1823, era de origen judío. Empezó a colaborar con periódicos comerciales, actuando también como agente de una compañía de seguros. En 1848 viajó a América y regresó a Londres en 1855.

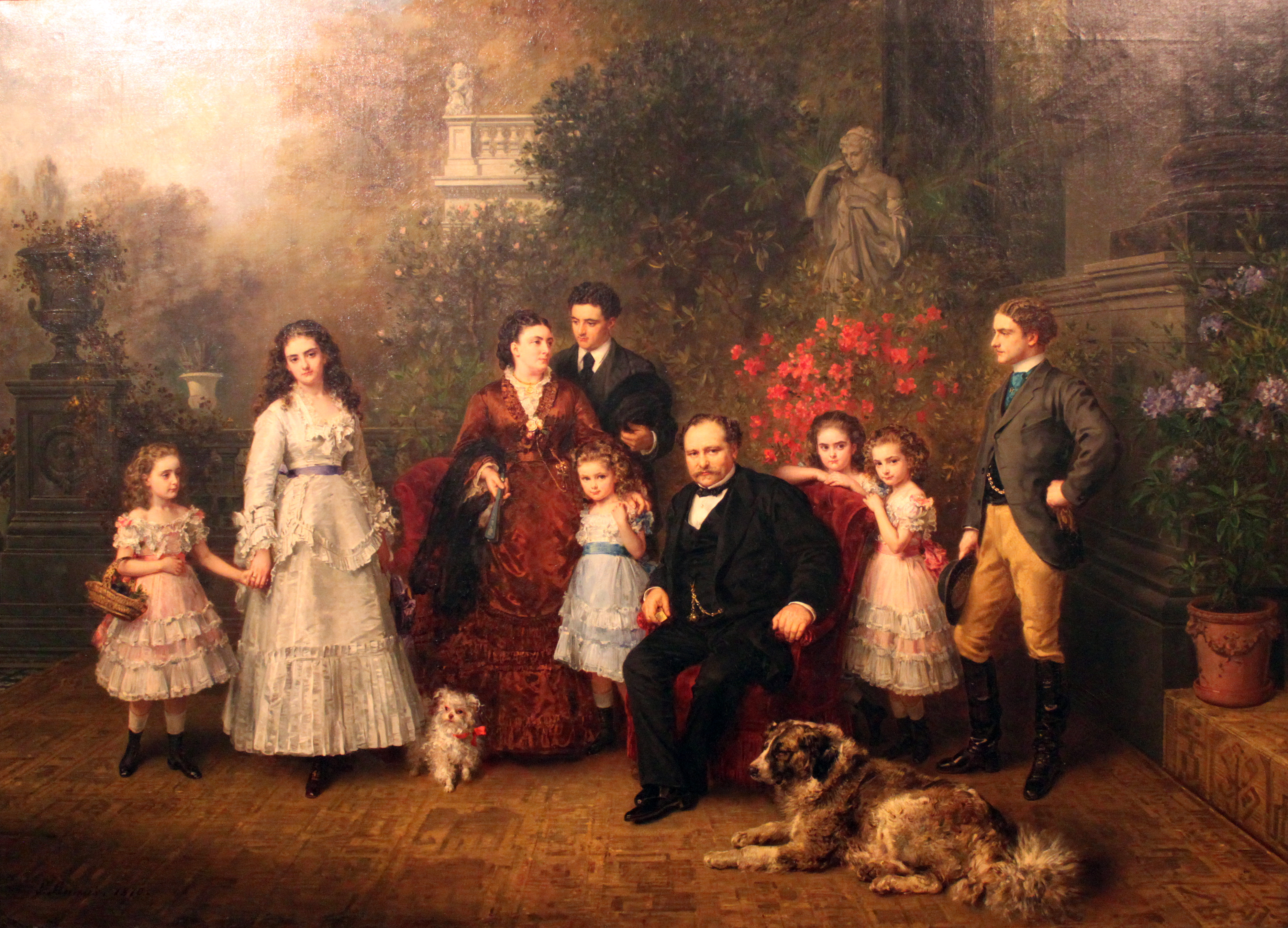
Strousberg y su familia (1870)

Gran contratista de obras, se trasladó a Berlín y en 1861 tuvo la primera compañía ferroviaria de Alemania, con un consorcio de capitalistas ingleses. En 1863 asumió otras concesiones en Hungría y en 1870 llegó a Rumania donde consiguió un contrato para la construcción de los ferrocarriles Bucarest-Iași y Bucarest-Vârciorova, por un período de noventa años. Esta concesión dio lugar a numerosos pleitos y conflictos.
En 1875, Strousberg obtuvo otra concesión ferroviaria en Rusia, quebró, fue expulsado y regresó a Berlín. Falleció el 31 de marzo de 1884 en Berlín.